# Abd al-Chalik as-Samarra’i
Abd al-Chalik as-Samarra’i (ur. 1935 w Samarzrze, zm. 1979) – iracki polityk związany z iracką partią Baas.

## Życiorys
Pochodził z Samarry, tam też zdobył średnie wykształcenie. Do partii Baas przystąpił w wieku siedemnastu lat. W 1964 był już członkiem Przywództwa Regionalnego irackiej partii Baas, w kolejnych latach, poprzedzających zamachu stanu w lipcu 1968 zaliczał się do najbardziej wpływowych członków organizacji. Nie pracował, lecz był zawodowym działaczem partyjnym. Rok po zamachu stanu w 1968, w którym partia Baas przejęła władzę w Iraku, został wybrany do Rady Rewolucyjnych Dowódców. Według niektórych źródeł przypuszczalnie usunięto go z niej już w roku następnym, inne zaś podają, że jeszcze w 1972 stał na czele Biura Kulturalnego przy radzie.
Rywalizował o przywództwo w partii z frakcją Ahmada Hasana al-Bakra i Saddama Husajna. Skupiali się wokół niego działacze partyjni, którzy nadal wierzyli w możliwość realizacji idei baasizmu i negatywnie oceniali ewolucję systemu władzy. Przyczyną jego klęski, a następnie śmierci stało się uwikłanie w nieudaną próbę zamachu stanu przeprowadzoną w 1973 przez Nazima Kazzara. Podczas przewrotu Kazzar zaproponował prezydentowi Iraku al-Bakrowi spotkanie i omówienie problemów państwa właśnie w domu as-Samarra’ia. Gdy przewrót poniósł klęskę, al-Bakr i Saddam Husajn uznali to za oczywisty dowód, iż rywalizujący z nimi polityk był w spisku z Kazzarem. Nie ma jednak na to żadnych dowodów. As-Samarra’i został osądzony przez specjalny trybunał pod przewodnictwem Izzata Ibrahima ad-Duriego i skazany na dożywotnie pozbawienie wolności. Od wyroku śmierci i natychmiastowej egzekucji uchroniła go jedynie interwencja Michela Aflaka i Kamala Dżumblatta. As-Samarra’i pozostał w areszcie domowym przez kolejne sześć lat. W 1979 Saddam Husajn oskarżył go o udział w spisku na jego życie, który miał zaplanować wspólnie z innymi czołowymi baasistami: Adnanem Hamdani, Muhammadem Ajiszem, Muhammadem Mahdżubem, Ghanimem Abd al-Dżalilem oraz przywództwem syryjskiej partii Baas. W sprawie tej odbył się proces pokazowy, zakończony wyrokami śmierci wykonanymi jeszcze w tym samym roku.